# Nora, Indianapolis
Nora är ett samhälle norr om Indianapolis, som vanligtvis anses bestå av Meridian Street i väst, Castleton i öst, Ravenswood i syd, och 96:e gatan (som utgör gränsen mellan Marion County och Hamilton County) on the north. Nora har historiskt sett varit ett välbärgat samhälle, och här finns North Central High School.

## Historia
Namnets ursprung kan dateras till december 1871, då svenske immigranten Peter Lawson, som ägde en affär, utsågs till postmästare. Han namngav platsen efter Nora i Sverige.